# На Уонг Фу, с благодарности! Джули Нюмар
„На Уонг Фу, с благодарности! Джули Нюмар“ (на английски: To Wong Foo, Thanks for Everything! Julie Newmar) е американска комедия от 1995 г. на режисьора Бийбън Кидрон, и участват Уесли Снайпс, Патрик Суейзи и Джон Легуизамо в ролите на три драг кралици от Ню Йорк Сити.